# Рошкань (Сучава)
Рошкань, Рошкані (рум. Roșcani) — село у повіті Сучава в Румунії. Адміністративно підпорядковане місту Літень.
Село розташоване на відстані 345 км на північ від Бухареста, 25 км на південний схід від Сучави, 88 км на північний захід від Ясс.

## Населення
За даними перепису населення 2002 року у селі проживали 1184 особи, усі — румуни. Усі жителі села рідною мовою назвали румунську.